# Rugby Europe Championship 2020
El Rugby Europe Championship de 2020 fue la principal competición de rugby en Europa después del Torneo de las Seis Naciones. Fue la cuarta temporada bajo el nuevo formato.

## Clasificación
| Pos. | Nación   | Partidos | Partidos | Partidos  | Partidos | Partidos | Tantos  | Tantos    | Tantos | Ensayos | Ensayos   | Ensayos | Puntos |
| Pos. | Nación   | Jugados  | Ganados  | Empatados | Perdidos | Bonus    | A favor | En contra | Dif    | A favor | En contra | Dif     | Puntos |
| ---- | -------- | -------- | -------- | --------- | -------- | -------- | ------- | --------- | ------ | ------- | --------- | ------- | ------ |
| 1    | Georgia  | 5        | 5        | 0         | 0        | 4*       | 197     | 60        | +137   | 29      | 7         | +22     | 24     |
| 2    | España   | 5        | 3        | 0         | 2        | 1        | 103     | 93        | +10    | 15      | 10        | +2      | 13     |
| 3    | Rumania  | 5        | 2        | 0         | 3        | 2        | 101     | 102       | -1     | 7       | 14        | -7      | 10     |
| 4    | Portugal | 5        | 2        | 0         | 3        | 1        | 98      | 111       | -13    | 11      | 14        | -3      | 9      |
| 5    | Rusia    | 5        | 2        | 0         | 3        | 0        | 82      | 128       | -46    | 10      | 16        | -6      | 8      |
| 6    | Bélgica  | 5        | 1        | 0         | 4        | 3        | 84      | 171       | -87    | 9       | 20        | -11     | 7      |

Nota: Se otorgan 4 puntos por victoria, 2 por empate y 0 por derrota.
Puntos Bonus: 1 punto por convertir, al menos, 3 ensayos más que el rival en un partido (BO) y 1 al equipo que pierda por 7 o menos puntos de diferencia (BD). *También 1 punto bonus por Grand Slam.

## Partidos

### Jornada 1
| 1 de febrero de 2020 | Rusia | 12 – 31 | España (1 BO) | Estadio Olímpico, Sochi                                 |                                                         |
|                      |       | Reporte |               | Asistencia: 8237 espectadores Árbitro(s): Andrea Piardi | Asistencia: 8237 espectadores Árbitro(s): Andrea Piardi |

| 1 de febrero de 2020 | (1 BO) Georgia | 41 – 13 | Rumania | Estadio Borís Paichadze, Tiflis            |                                            |
|                      |                | Reporte |         | Asistencia: 20000 espectadores Árbitro(s): | Asistencia: 20000 espectadores Árbitro(s): |

| 1 de febrero de 2020 | Portugal | 23 – 17 | Bélgica (1 BD) | Estadio Universitario, Lisboa            |                                          |
|                      |          | Reporte |                | Asistencia: 955 espectadores Árbitro(s): | Asistencia: 955 espectadores Árbitro(s): |

### Jornada 2
| 8 de febrero de 2020 | (1 BO) Bélgica | 38 – 12 | Rusia | Estadio Fallon, Woluwe-Saint-Lambert      |                                           |
|                      |                | Reporte |       | Asistencia: 2500 espectadores Árbitro(s): | Asistencia: 2500 espectadores Árbitro(s): |

| 8 de febrero de 2020 | Portugal | 22 – 11 | Rumania | Complexo Desportivo Municipal, Caldas da Rainha |                                           |
|                      |          | Reporte |         | Asistencia: 1500 espectadores Árbitro(s):       | Asistencia: 1500 espectadores Árbitro(s): |

| 9 de febrero de 2020 | España | 10 – 23 | Georgia | Estadio Central, Madrid                   |                                           |
|                      |        | Reporte |         | Asistencia: 8000 espectadores Árbitro(s): | Asistencia: 8000 espectadores Árbitro(s): |

### Jornada 3
| 22 de febrero de 2020 | Rumania | 24 – 7  | España | Estadio Municipal, Botoșani               |                                           |
|                       |         | Reporte |        | Asistencia: 1500 espectadores Árbitro(s): | Asistencia: 1500 espectadores Árbitro(s): |

| 22 de febrero de 2020 | (1 BO) Georgia | 78 – 6  | Bélgica | AIA Arena, Kutaisi                        |                                           |
|                       |                | Reporte |         | Asistencia: 5000 espectadores Árbitro(s): | Asistencia: 5000 espectadores Árbitro(s): |

| 22 de febrero de 2020 | Rusia | 19 – 18 | Portugal (1 BD) | Estadio de Kaliningrado, Kaliningrado                          |                                                                |
|                       |       | Reporte |                 | Asistencia: 12000 espectadores Árbitro(s): Iñigo Atorrasagasti | Asistencia: 12000 espectadores Árbitro(s): Iñigo Atorrasagasti |

### Jornada 4
| 7 de marzo de 2020 | (1 BD) Bélgica | 23 – 30 | España | Estadio Fallon, Woluwe-Saint-Lambert      |                                           |
|                    |                | Reporte |        | Asistencia: 3000 espectadores Árbitro(s): | Asistencia: 3000 espectadores Árbitro(s): |

| 7 de marzo de 2020 | Rusia | 32 – 25 | Rumania (1 BD) | Estadio Kubán, Krasnodar                  |                                           |
|                    |       | Reporte |                | Asistencia: 3100 espectadores Árbitro(s): | Asistencia: 3100 espectadores Árbitro(s): |

| 7 de marzo de 2020 | Portugal | 24 – 39 | Georgia (1 BO) | Estadio Jean-Bouin, París                           |                                                     |
|                    |          | Reporte |                | Asistencia: 2000 espectadores Árbitro(s): Ben Blain | Asistencia: 2000 espectadores Árbitro(s): Ben Blain |

### Jornada 5
| | (1 BO) Rumania | 28 – 0 | Bélgica | -, - |  |
| El partido no se disputó debido a la prohibición del gobierno de Bélgica de viajar a tierras rumanas. El partido se le dio por perdido a Bélgica por 28-0 y los 5 puntos fueron para los rumanos. |                |        |         |      |  |

| 7 de febrero de 2021 | Georgia | 16 – 7  | Rusia | Estadio Mikheil Meskhi, Tiflis |                          |
|                      |         | Reporte |       | Árbitro(s): Paulo Duarte       | Árbitro(s): Paulo Duarte |

| 7 de febrero de 2021                | España | 25 – 11 | Portugal | Estadio Central, Madrid                            |                                                    |
|                                     |        | Reporte |          | Asistencia: 0 espectadores Árbitro(s): Chris Busby | Asistencia: 0 espectadores Árbitro(s): Chris Busby |
| Partido disputado a puerta cerrada. |        |         |          |                                                    |                                                    |

## Play-off Ascenso/Descenso
| 29 de mayo de 2021, --:-- | Bélgica | 21 – 23 | Países Bajos |             |  |
|                           |         |         |              | Árbitro(s): |  |

## Asistencias (2019-2020)

### Top 6
|   | Jornada | Local   | Visitante | Asistencia | Estadio                      | Capacidad | Fuente                                                 |
| - | ------- | ------- | --------- | ---------- | ---------------------------- | --------- | ------------------------------------------------------ |
| 1 | 1       | Georgia | Rumania   | 20000      | Estadio Borís Paichadze      | 54549     | Archivado el 1 de febrero de 2020 en Wayback Machine.  |
| 2 | 3       | Rusia   | Portugal  | 12000      | Estadio de Kaliningrado      | 25000     | Archivado el 22 de febrero de 2020 en Wayback Machine. |
| 3 | 1       | Rusia   | España    | 8237       | Estadio Olímpico de Sochi    | 48000     | Archivado el 1 de febrero de 2020 en Wayback Machine.  |
| 4 | 2       | España  | Georgia   | 8000       | Estadio Nacional Complutense | 15800     | Archivado el 1 de marzo de 2020 en Wayback Machine.    |
| 5 | 3       | Georgia | Bélgica   | 5000       | AIA Arena                    | 4860      | Archivado el 22 de febrero de 2020 en Wayback Machine. |
| 6 | 4       | Rusia   | Rumania   | 3100       | Estadio Kubán                | 35200     | Archivado el 8 de marzo de 2020 en Wayback Machine.    |

### Asistencia media en casa
| Pos. | Equipo   | PJ | Total | Mayor | Menor | Media |
| ---- | -------- | -- | ----- | ----- | ----- | ----- |
| 1    | España   | 1  | 8000  | 8000  | 8000  | 8000  |
| 2    | Georgia  | 3  | 25000 |       |       |       |
| 3    | Bélgica  | 2  | 5500  | 3000  | 2500  | 2750  |
| 4    | Rusia    | 3  | 23337 | 12000 | 3100  | 7779  |
| 5    | Portugal | 3* | 4455  | 2000  | 955   | 1485  |
| 6    | Rumania  | 1  | 1500  | 1500  | 1500  | 1500  |

* Portugal jugó 3 partidos actuando como local en todo el campeonato aunque uno de ellos lo disputó en París.

## Premios especiales
- Grand Slam:  Georgia
- Copa Viriato:  España (25-11)
- Trofeo de las Dos Iberias:  Georgia (10-23)
- Tesoro de los Lipovanos:  Rusia (32-25)
- Copa Antim:  Georgia (41-13)
- Oro de Moscú:  España (12-31)
- Coltan Cup:  Portugal (23-17)
- Columna de Trajano:  Rumania (24-7)